# Slovensko-nemški slovar
Slovensko-nemški slovar (1894/95) je pomemben leksikografski dosežek na Slovenskem. V zgolj 12 letih ga je dopolnil, dokončal in pripravil za tisk slovenski učitelj in jezikoslovec Maks Pleteršnik. Slovar je pripomogel k utrjevanju slovenščine in omogočil predstavo o slovenskem besedišču. Lahko bi rekli, da gre za vseslovenski slovar, saj je Pleteršnik vanj vključil najrazličnejše gradivo iz tiskanih in rokopisnih virov ter te temeljito popisal.
»Videti je, da je Pleteršnik z neznansko zagnanostjo in odgovornostjo, z zavestjo, da opravlja eno temeljnih nacionalnih nalog, tako zgledno opravil svoje delo, da najbrž sam sebi ni mogel verjeti in vedeti, kaj je opravil. Povzpel se je na vrh, ki mu višjega v življenju ni bilo doseči.« 

## Nastanek slovarja
Slovar je nastajal na vseslovensko narodno pobudo leta 1848. Janez Bleiweis se je zato obrnil na knezoškofa Antona Alojzija Wolfa in ga prosil, naj finančno omogoči objavo dveh velikih dvojezičnih znanstvenih slovarjev − nemško-slovenskega in slovensko-nemškega, zato nosita tudi njegovo ime. 
Za urednika slovensko-nemškega slovarja so sicer najprej izbrali Frana Levstika, a z njim niso našli skupnega jezika, zato je bil odpuščen. Naposled se je Ljubljanski nadškof Janez Zlatoust Pogačar odločil za Pleteršnika, ki mu je bilo odrejeno poldrugo leto študijskega dopusta oz. zmanjšana šolska obveznost.
Slovensko-nemški slovar je Maks Pleteršnik začel pisati v obdobju, ki je bilo za slovensko kulturno najpomembnejše, to je v letih 1883 in 1885. Slovar je v snopičih izhajal od božiča leta 1892 ter izšel v dveh delih z letnicama 1894 in 1895, ko je izšel zadnji, 23 snopič.

## O slovarju
Slovar obsega približno 1900 strani, na teh je približno 110 tisoč gesel (gre za občnoimensko besedje z izjemo besede Bog). Zelo pomemben je tudi uvod v slovar Pripomnje, ki ga je napisal Maks Pleteršnik, saj je v njem pojasnil, kako mu je slovar uspelo napisati in hkrati pojasnil historiat nastajanja slovarja pred njim. 
Pleteršnik je moral za slovar ustvariti dve načeli, in sicer, kaj sprejeti v slovar (zagovarjal je tisto, kar ljudstvo pozna iz literature in govori, a vendar brez tujk – izbiral je zelo subjektivno) ter kako sprejeto predstaviti. Za iztočnice je tako vzel le besede, besedne zveze pa je navajal v razlagah in jih dosledno prevajal. Rabo besed v slovarju je Pleteršnik razlagal z minimalnimi zvezami, rekli, frazemi itd. ter s tem omogočil, da se je okrepila zavest, da je slovenščina enakovredna drugim jezikom, če se ji le posvetimo. 
Slovarske zbirke Janeza Zalokarja, Frana Miklošiča, Oroslava Cafa, Frana Levstika, Frana Erjavca in drugih ter besedje iz Wolfovega Nemško-slovenskega slovarja Mateja Cigaleta predstavljajo osnovo slovarskega gradiva. Pleteršnik je besedje zbiral tudi med ljudstvom ter ga izpisoval iz časopisja in leposlovja. 

Besede je vestno onaglaševal s tonemskim naglasom (naglasil je tudi naslonske besede) in jih besednovrstno zaznamoval z latinskimi slovničnimi kvalifikatorji, ki jim je dodajal tudi druge razločevalne oznake. Uporabljal je zelo različne kvalifikatorje, to so stilni, narečni, jezikovni (ti kažejo na različne tuje jezike), strokovni in avtorski. Nemški prevodi slovenskih besed so zapisani v gotici. 
»Pleteršnik (tj. Slovensko-nemški slovar Maksa Pleteršnika) je ostal ključ za spoznanja o življenju besed.«  
Pleteršnikov Slovensko-nemški slovar je vsenarečni , zgodovinski (in etimološki) , frazeološki  in terminološki slovar ter hkrati tudi v zelo okrnjenem obsegu slovar prevzetih besed in sopomenk . Obenem je tudi zametek enojezičnega slovarja, ki smo ga Slovenci dobili šele 40 let kasneje z Jožo Glonarjem, in hkrati tudi normativni priročnik, saj je določil pravilen zapis in izgovor glasov ter določil naglas. Zato je bil Pleteršnikov slovar tudi pomembno izhodišče za prvi slovenski pravopis leta 1899.
| Zgled gesla                                                                 |
| --------------------------------------------------------------------------- |
| slovár, -rja, m. = besednjak, das Wörterbuch, Mur., Cig., Jan., nk.; — rus. |

### Ponatisi in druge izdaje
Po izidu slovarja so številni zbiralci besed v različnih publikacijah začeli objavljati besedje v želji, da bi dopolnili Pleteršnikov slovar. Tudi sam ga je pogosto dopolnjeval. To (vseh kartončkov je približno devet tisoč) se je do danes ohranilo v kartoteki, ki jo hrani rokopisni oddelek Narodne in univerzitetne knjižnice, kartončke še z dodanimi popravki Antona Breznika (približno 17 tisoč) pa hrani Inštitut za slovenski jezik Frana Ramovša ZRC SAZU – v kartoteki je skupaj 26 tisoč kartotečnih listkov.
Slovar je bil ponatisnjen po izidu prve knjige Slovarja slovenskega knjižnega jezika, tj. leta 1974, spremno besedo je napisal Rudolf Kolarič (COBISS). Leta 2006 je za transliterirano izdajo slovarja (od leta 2014 elektronsko dostopna na portalu Fran Inštituta za slovenski jezik Frana Ramovša) poskrbela Metka Furlan, ki je v uvodu zapisala, da 
»slovenščina ne bi bila to, kar je, če ne bi imeli Pleteršnikovega slovarja. Odkar ga od konca 19. stoletja imamo, so se nanj oslanjali in iz njega črpali vsi, ki so se doma in drugje ukvarjali z vprašanji slovenščine«
in slovar imenovala tudi »zlata knjiga slovenskega besedja in slovenističnega slovaropisja«. Transliterirana izdaja slovarja vsebuje tudi karto zemljepisnih imen Zemljepisne oznake v Pleteršnikovem slovarju, ki je nastala na podlagi Pleteršnikovih zemljepisnih oznak in virov. 